# Louise Lamphere
Louise Lamphere (ur. 1940) – amerykańska antropolog, profesor antropologii.

## Życiorys
W 1966 roku ukończyła studia na Uniwersytecie Stanforda, a w 1968 roku doktoryzowała się na Uniwersytecie Harvarda. Pracowała na Uniwersytecie Stanu Nowy Meksyk, będąc członkiem Wydziału Antropologii w latach 1976–1979 oraz 1986–2009, od 2001 jako profesor, po 2009 profesor emeritus.
W trakcie swojej kariery opublikowała bardzo wiele prac na tematy tak różnorodne jak Navajo i ich praktyki lecznicze oraz deindustrializacja i antropologia miasta; niemniej jednak najbardziej znane jej prace dotyczą antropologii feministycznej i zagadnień gender.
Lamphere była współredaktorem, wraz z Michele Zimbalist Rosaldo, Woman, Culture, and Society, pierwszej pozycji poruszającej kwestie antropologicznego badania płci i statusu kobiet. W roku 1970 kiedy odmówiono jej prawa do stałego zatrudnienia na Uniwersytecie Browna, Lamphere wniosła pozew zbiorowy przeciwko tej uczelni. Sprawa zakończyła się uzyskaniem przez Lamphere pozasądowej ugody, która stała się umową modelową dla przyszłych pozwów.
W 2005 Lamphere nadzorowała zespół etnograficzny, który badał wpływ opieki medycznej realizowanej przez Medicaid w Nowym Meksyku. Zespół opublikował swoje wnioski w specjalnym wydaniu „Medical Anthropology Quarterly”. We wstępie Lamphere podkreśliła wpływ wzrastającej biurokratyzacji na kobiety zatrudnione w zakładach opieki zdrowotnej, pogotowiu ratunkowym i małych klinikach lekarskich.
W 2013 otrzymała od Amerykańskiego Stowarzyszenia Antropologicznego Franz Boas Award za wzorowe działania na rzecz antropologii.

## Wybrane publikacje
- Sunbelt Working Mothers: Reconciling Family and Factory, współredagowany z Patricia Zavella, Felipe Gonzales and Peter B. Evans. Ithaca: Cornell University Press. 1993.
- Newcomers in the Workplace: Immigrants and the Restructuring of the U.S. Economy, współredagowany z Guillermo Grenier. Philadelphia: Temple University Press. 1994.
- Situated Lives: Gender and Culture in Everyday Life, współredagowany z Helena Ragone' i Patricia Zavella) New York: Routledge Press. 1997.
- "Gender Models in the Southwest: Sociocultural Perspectives" in Women & Men in the Prehispanic Southwest, redakcja Patricia L. Crown. Santa Fe: School of American Research Press. s. 379–402. 2001.
- "Rereading and Remembering Michelle Rosaldo" w Gender Matters: Rereading Michelle Z. Rosaldo, red. Alejandro Lugo i Bill Maurer. Ann Arbor: The University of Michigan Press. s. 1–15. 2001.
- "Perils and Prospects for an Engaged Anthropology: A view from the U.S." (2002 Plenary address of the meetings of the European Association of Social Anthropology. Social Anthropology 11(2): 13-28. 2003.
- Women, Culture, and Society, współredagowany z Michelle Zimbalist Rosaldo. Stanford, CA: Stanford University Press. 1974.
- "Unofficial Histories: A Vision of Anthropology From the Margins." 2001 American Anthropological Association Presidential Address. American Anthropologist 106(1). 2004.